# Rick Laird
Rick Laird, właśc. Richard Laird (ur. 5 lutego 1941 w Dublinie, zm. 4 lipca 2021) – irlandzki gitarzysta basowy, jeden z najbardziej cenionych basistów jazzowych swojego pokolenia. Najbardziej znany jako członek zespołu The Mahavishnu Orchestra.

## Życiorys

### Początki
Laird wychowywał się w rodzinie muzycznej – jego matka była pianistką, wykonującą muzykę od impresjonizmu do boogie-woogie, ojciec z kolei grał na ukulele. Sam Laird interesował się muzyką od najmłodszych lat zgłębiając symbole akordów i eksperymentując na fortepianie i ukulele. Z nauki gry na fortepianie nic nie wyszło, nie udało mu się również rozpocząć nauki gry na gitarze. Zamiast tego słuchał dużo muzyki, zwłaszcza takich artystów jak: Erroll Garner, George Shearing i Louis Armstrong, przez pewien czas próbował swoich sił w grze na perkusji. W połowie 50. jego rodzice rozwiedli się i Laird z matką przeniósł się do Nowej Zelandii. Tam znów zaczął grać na gitarze, zaczął też odkrywać nowe brzmienia jazzowe. Słuchając gry Raya Browna, na jednej z płyt Oscara Petersona grał partię basu na swojej gitarze. Mając 18 lat występował z lokalnym zespołem popowym. Później powrócił do jazzu.

### Lata 60.
Przeniósł się z Nowej Zelandii do Australii, gdzie grał z najlepszymi muzykami jazzowymi tego kontynentu. W 1962 roku wyjechał do Londynu. Koncertował w Europie z triem Lambert, Hendricks & Ross. występował w Ronnie Scott’s Jazz Club w Londynie. Grając w zespole Briana Augera spotkał po raz pierwszy gitarzystę Johna McLaughlina. W 1964 roku rozpoczął występy jako basista klubowy w Ronnie Scott's, podjął również studia w londyńskiej Guildhall School of Music, aby poznać muzykę klasyczną. W 1966 roku współpracował z Sonnym Rollinsem przy nagrywaniu ścieżki dźwiękowej do filmu Alfie. W tym samym roku otrzymał stypendium w Berklee College of Music w Bostonie. Podjął studia na wydziale aranżacji i kompozycji. Grał jednocześnie z różnymi zespołami, w tym z zespołem Buddy’ego Richa. W 1971 roku powrócił do Londynu. Tam wznowił kontakt z McLaughlinem, który właśnie szukał basisty do swojego zespołu The Mahavishnu Orchestra.

### Występy z The Mahavishnu Orchestra
Laird dołączył do zespołu, który w ciągu 6 tygodni nagrał swój debiutancki album, The Inner Mounting Flame. W tym czasie wraz ze Stanleyem Clarkiem z zespołu Return to Forever Chicka Corei i Jaco Pastoriusem z Weather Report należał do najbardziej zauważalnych basistów jazz-rockowych. Z Mahavishnu Orchestra nagrał kolejny album, Birds of Fire, który zyskał status złotej płyty. W 1973 roku The Mahavishnu Orchestra po nagraniu dwóch wspomnianych albumów studyjnych, albumu koncertowego Between Nothingness and Eternity i trzeciego, niedokończonego albumu studyjnego (wydanego po latach jako The Lost Trident Sessions), targany wewnętrznymi konfliktami, rozpadł się. W wywiadzie udzielonym Bass Player magazine Laird wspominał: „Zniszczyliśmy zespół własnymi rękami nie osiągając w pełni naszego potencjału”. W trakcie rozpadu zespołu Laird zdołał nagrać jeden solowy album, Soft Focus.

### Późniejsza kariera
W połowie lat 70. zerwał na pewien czas z muzyką. Pod wpływem Billy’ego Cobhama, byłego kolegi z The Mahavishnu Orchestra, którego spotkał podczas tournée tego zespołu po Japonii, zainteresował się fotografią. Zapisał się do School of Visual Arts w Nowym Jorku. Doczekał się nawet wystawy swoich prac w galerii. Powrócił do muzyki w drugiej połowie dekady. Współpracował z kilkoma zespołami rockowymi (w tym z Hall & Oates), po czym trafił do zespołu Chicka Corei. Odbył tournée po Europie ze Stanem Getzem, a następnie grał z zespołem Buddy’ego DeFranco, z Janem Hammerem i Jeffem Beckiem. Później zajmował się przemian fotografią i muzyką. Napisał kilka książek na temat gry na gitarze basowej, był również nauczycielem gry na tym instrumencie.

#### Fotografia
Jako profesjonalista Laird fotografował znanych muzyków jazzowych. Znaleźli się wśród nich byli koledzy z The Mahavishnu Orchestra: John McLaughlin i Billy Cobham, a także takie legendy jazzu jak: Wynton Marsalis, Chick Corea, Miles Davis, Max Roach, Keith Jarrett, Sonny Rollins, Elvin Jones, Ray Brown, Art Blakey. W ich portretach starał się przekazać coś więcej, niż tylko wizerunek muzyka, ale uchwycić w nich również wewnętrzne, osobiste doświadczenie towarzyszące artyście w chwili tworzenia przez niego sztuki, stąd jego portrety nie są tylko pracami dziennikarskimi, ale oddają prawdziwą istotę fotografowanych muzyków, zarówno w trakcie występów jak i w życiu.

## Dyskografia

### Albumy
- 1971 – Soft Focus[1]